# トビイロシワアリ
トビイロシワアリ （鳶色皺蟻、Tetramorium tsushimae） とは、ハチ目（膜翅目）アリ科シワアリ属に属するアリである。
西南日本では最普通種の一つにあげられる。

## 形態

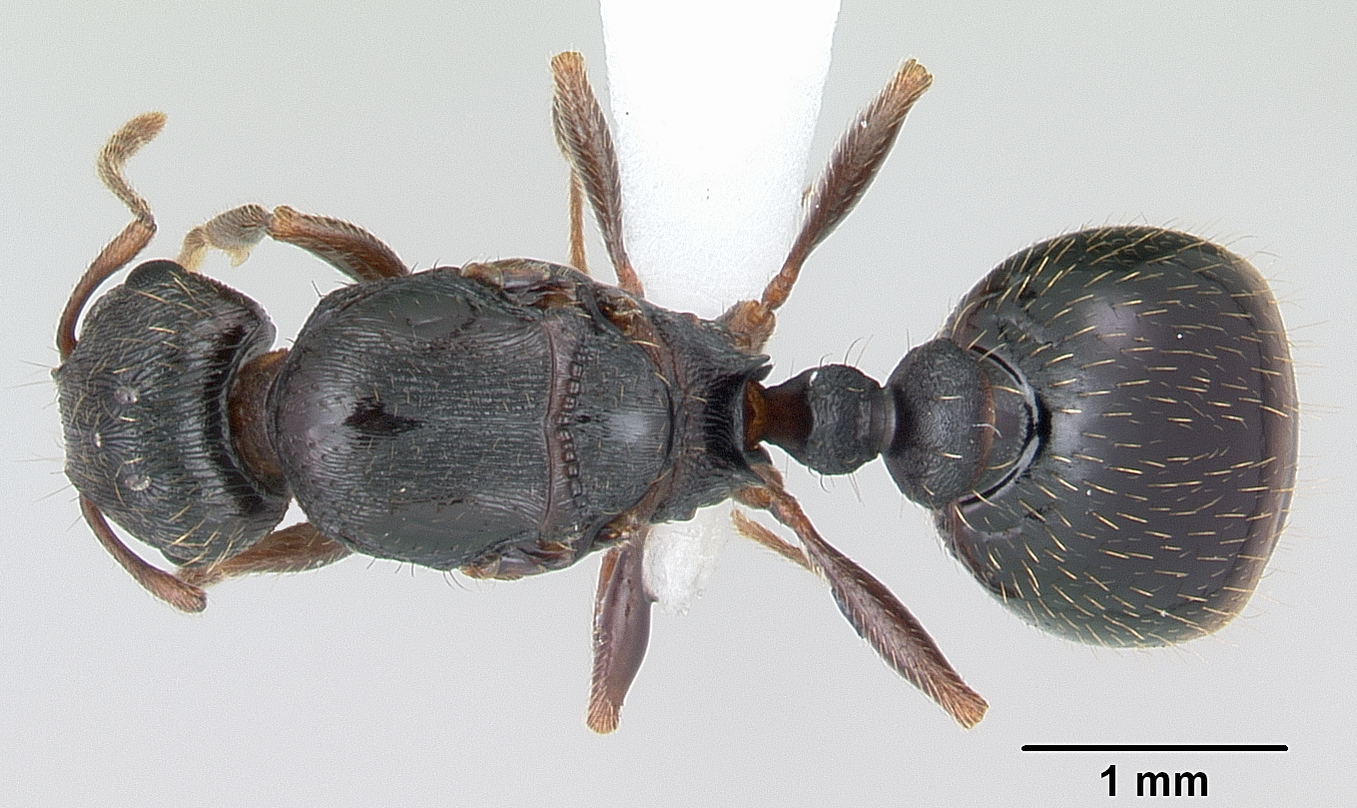
女王アリの背面

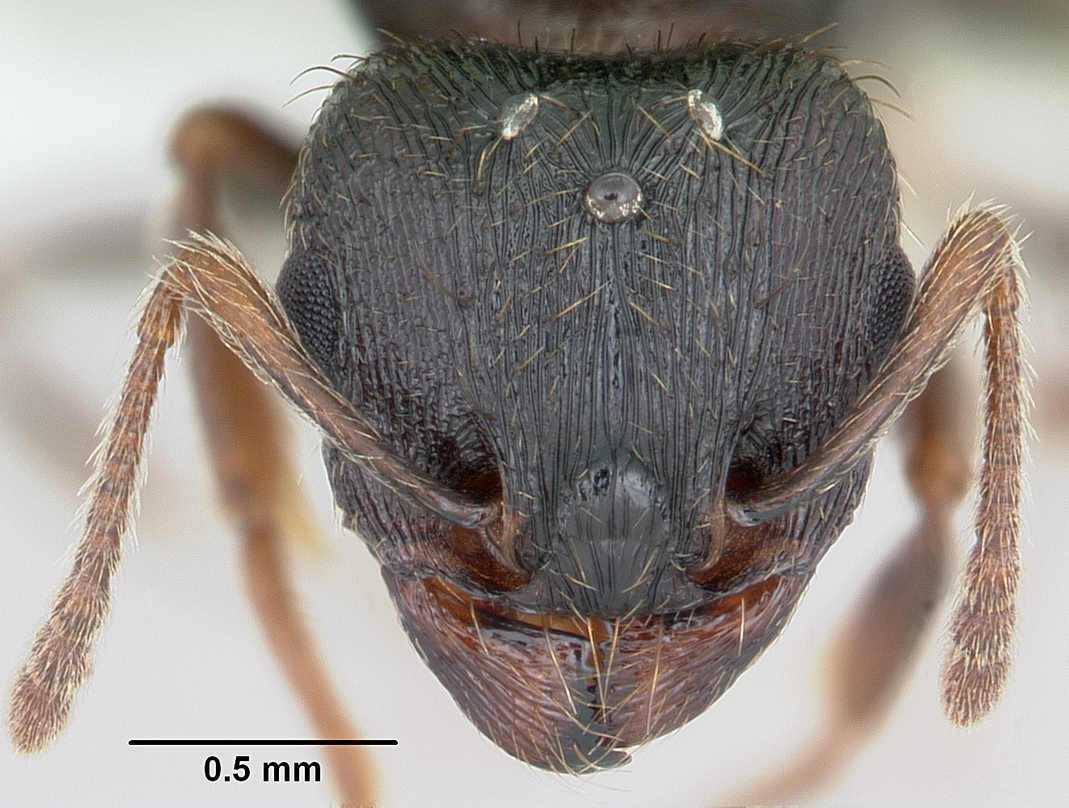
女王アリの頭部

働きアリの体長：2.5mm　　女王アリの体長：7-8mm
- 働きアリ女王共に黒褐色で、たまに色の薄い褐色の個体がみられる。

働きアリはクロナガアリに類似する。頭部には縦向きにシワがあり、すべて平行する。
前胸部は横に突き出し、後胸部になるにつれて細くなる。
女王の後胸部にはななめにトゲがある。
女王はオオズアリに似る。

## 生態
巣は主に草地に見られ、草本類の根元や石下などに営巣する。西南日本では普通にみられ、多雌性かつ多巣性で巣は数万～数十万の大規模なコロニーになる。巣口はクレーター状に盛り上がる。結婚飛行も行うが、巣内交尾もする。
雑食性で、蜜類・肉類好んで食べるが、種子も好んで集める。性格は非常におとなしく、生態自体もクロナガアリに似ている。ゴミを片付けたり、引っ越しを行うことは稀。
以前はヨーロッパの近縁種 Tetramorium caespitum と同種とされていたが、女王などの生態は細かく異なることから別種とされた。

## 人間への被害
農作物が根や地下茎をかじられ枯死するという被害が報告されている。

## 飼育方法
多湿を好むので飼育ケースは常に湿らしておくことが重要。エサは蜜系のエサと昆虫などの肉エサとともに、種の鳥の餌なども食べる。多雌性なので、数匹の女王アリを一緒に飼う。

## 分布
北海道、本州、四国、対馬、九州、屋久島；中国、極東ロシア